# Jerzy Gutteter
Jerzy Gutteter (zm. w 1565) – mieszczanin, kupiec, burmistrz i rajca krakowski. 
Prawdopodobnie urodził się w Polsce. Jego ojcem był Pankracy Gutteter (zm. w 1532), matką zaś Małgorzata, wdowa po Fryderyku Schillingu. Jerzy Gutteter posługiwał się prawie wyłącznie językiem niemieckim. Miał braci Anzelma, Fryderyka, Jana, Pankracego i Stanisława, synów Piotra i Erazma.